# 히가시데 마사히로
히가시데 마사히로(일본어: 東出 昌大, 1988년 2월 1일~)는 일본의 배우, 패션 모델이다. 사이타마현 출신이다. 유마니테 소속.

## 내력·인물
사이타마 현립 아사카 고등학교 졸업.
특기는 검도, 농구, 축구. 검도는 3단의 실력이다.
고교 시절에 제19회 멘즈 논노 전속 모델 오디션에서 그랑프리를 획득해 데뷔. 졸업 후에는 대학에 진학하지만 중퇴하고 쥬얼리 전문 학교에 다닌다.
2006년부터 2011년까지 파리 콜렉션에도 출연. ZUCCa나 요지 야마모토 등의 모델로서 활약.
2012년, 영화 《키리시마, 동아리 활동 그만둔대》로 배우 데뷔해, 이 작품을 계기로 패션 모델로서의 활동을 그만두고, 배우로 전신. 이 때 연기한 키쿠치 히로키 역으로 제67회 마이니치 영화 콩쿠르·신인상과, 제36회 일본 아카데미상 신인배우상을 수상했다.
2013년에는 NHK의 연속 TV 소설에 상반기, 하반기 2작 연속으로 출연하였다. 연속 TV 소설에 2작 이상 출연한 배우, 남배우는 많이 있지만, 같은 연도에 2작 연속 출연은 좀처럼 없는 예이다.
2014년 12월 26일, 스포츠 닛폰 등은, 히가시데가 배우 안과 2015년 새해 첫날에 결혼할 예정인 것을 보도했다. 같은 날, 연명의 FAX로 결혼을 정식 발표. 2015년 1월 1일, 사이타마 현 시청에 혼인 신고서를 제출.
불륜으로 인해 안과 이혼하였다.

## 수상
2013년
- 제67회 마이니치 영화 콩쿠르 스포니치 그랑프리 신인상
- 제36회 일본 아카데미상 신인 배우상 (《키리시마, 동아리 활동 그만둔대》)

2014년
- 제38회 엘란도르상 신인상
- 제80회 더 텔레비전 드라마 아카데미상 조연 남우상 (《잘 먹었습니다》)
- 제27회 닛칸 스포츠 영화대상 이시하라 유지로 신인상 (《기생수》 《크로우즈 EXPLODE》)
- 제88회 키네마 준보 베스트 10 신인 남우상 (《아오하라이드》 《기생수》 《크로우즈 EXPLODE》 《0.5미리》)

2018
- 제6회 BIFF 마리끌레르 아시아 스타 어워즈 아시아의 얼굴상 《아사코 I&II》

## 출연

### 영화
- 키리시마, 동아리 활동 그만둔대 (2012년 8월 11일, 쇼게이트) - 키쿠치 히로키 역
- 모든 것은 너를 만났기 때문 (2013년 11월 22일, 워너 브라더스 영화) - 츠무라 타쿠미 역
- 크로우즈 EXPLODE (2014년 4월 12일, 토호) - 주연·카부라기 카제오 역
- 0.5미리 (2014년 11월 8일, 아야프로) - 가라오케 점원 역
- 기생수 (토호) - 시마다 히데오 역
  - 기생수 (2014년 11월 29일)
  - 기생수 완결편 (2015년 4월 25일)
- 아오하라이드 (2014년 12월 13일, 토호) - 주연·마부치 코우 역
- GONIN 사가 (2015년 9월 26일, KADOKAWA/포니캐년) - 주연·히사마츠 하야토 역
- 히어로 마니아 -생활- (2016년 5월 7일, 토에이/닛카츠) - 주연·나카츠 히데토시 역
- 크리피: 일가족 연쇄 실종 사건 (2016년 6월 18일, 쇼치쿠/아스믹 에이스) - 노가미 역
- 데스노트: 더 뉴 월드 (2016년 10월 29일, 워너 브라더스 영화) - 주연·미시마 츠쿠루 역
- 사토시의 청춘 (2016년 11월 19일, KADOKAWA) - 하부 요시하루 역
- 나는 내일, 어제의 너와 만난다 (2016년 12월 17일, 토호) - 우에야마 쇼이치 역
- 산책하는 침략자 (2017년) - 성직자 역
- 세키가하라 대전투 (2017년 8월 26일, 토호) - 코바야카와 히데아키(하시바 히데토시) 역
- 예조 산책하는 침략자 극장판 (2017년)
- 아사코 (2018년) - 바쿠 / 료혜이 역
- 비블리아 고서당 사건 수첩 (2018년) - 요시오 타나카 역
- 국화와 단두대 (2018년)
- 오버 드라이브 (2018년)
- 펑크 사무라이, 베어뫼시다 (2018년)
- 컨피던스 맨 JP -로맨스편- (2019년 5월 17일, 토호) - 보쿠짱 역
- 스파이의 아내 (2020년) - 츠모리 야스하루 역
- 컨피던스 맨 JP -프린세스편- (2020년 7월 23일, 토호) - 보쿠짱 역

### 드라마
- 연애검정 제2화 (2012년 6월 10일, NHK BS 프리미엄) - 요시미츠 준야 역
- 리셋~진정한 행복을 찾는 방법~ (2012년 9월 30일, MBS) - 시온 역
- 결혼하지 않는다 (2012년 10월 ~ 12월, 후지 TV) - 야마다 히로키 역
- 홀릭~xxxHOLiC~ (2013년 2월 ~ 4월, WOWOW) - 도메키 시즈카 역
- 연속 TV 소설 (NHK)
  - 아마짱 (2013년 4월 ~ 9월) - 젊은 날의 다이키치 역
  - 잘 먹었습니다 (2013년 9월 ~ 2014년 3월) - 니시카도 유타로 역
- 아버지의 등 제7화 (2014년 8월 24일, TBS)
- 리갈 하이 스페셜 (2014년 11월 22일, 후지 TV) - 히로세 후미야 역
- 대하드라마 꽃 타오르다 (2015년 1월 ~ 12월, NHK) - 쿠사카 겐즈이 역
- 문제 있는 레스토랑 (2015년 1월 ~ 3월, 후지 TV) - 몬지 마코토 역
- 영원한 우리 sea side blue (2015년 6월 24일, 닛폰 TV) - 콘도 역
- 안녕 드뷔시~피아니스트 탐정 미사키 요스케~ (2016년 3월 18일, 닛폰 TV) - 주연·미사키 요스케 역
- 방송 90년 대하 판타지 〈정령의 수호자〉 (2016년 3월 ~ , NHK) - 탄다 역
- 데스노트 NEW GENERATION (2016년 9월 16일, hulu) - 주연·미시마 츠쿠루 역
- 후지 패밀리 2017 (2017년, NHK)
- 방송 90년 대하 판타지 〈정령의 수호자〉 시즌 2(2017년 1월 ~ , NHK) - 탄다 역

### 무대
- 야상곡집 (2015년 5월 ~ 6월)

### CM
- 닌텐도 Wii
- 에자키 글리코 BREO (2007, 2008년)
- 맥도날드 《터지는 여름·살사》 편, 《녹는 여름·테리야키》 편 (2008년)
- 코카콜라 제로 (2008년)
- Panasonic Lumix DMC-G1 《여류일안대》 (2008년)
- 카고메·야채 생활 100 《젊은이》 편 (2009년)
- 루나루나 〈어느 날의 여배우〉 편 (2012년)
- 다이이치 생명 《순풍 라이프 〈D세이버 자신을 지키다〉》 편 (2013년)
- 카고메 〈카고메 야채 하루 이거 하나〉 (2013년)
- 아사히 음료 〈일곱 색깔 water's〉 (2014년)
- NTT 도코모 신 요금 〈히가시데 씨〉 편 (2014년)
- 다이와 하우스 D-room 〈아버지께의 인사〉 (2014년 9월 ~ )
- 이온 〈이온 톱밸류 피스 피트〉 편 (2015년 4월 ~ )
- 산토리 〈토리스 클래식 위스키〉 〈핑하고 왔다〉 편 (2015년 10월 ~ )
- 후지 필름 〈체키〉 〈정월을 찍자♪〉 (2015년 ~ )
- 마루미야 식품 공업 〈마파두부의 원료〉 (2016년)
- Supercell 〈클래시 오브 클랜〉 (2016년)

### PV
- SHIKATA 〈말만으로는 부족하지만〉 (2012년)

### 쇼
- Yohji Yamamoto (PARIS)
- Zucca (PARIS)

### 광고
- au
- 리크루트
- 라라포트 도요스
- 윌콤

## 서적

### 잡지
- MEN'S NON-NO
- FINEBOYS
- GET ON!
- smart
- Smart HEAD
- SO-EN